# Płastowo
Płastowo – osada w Polsce, położona w województwie wielkopolskim, w powiecie grodziskim, w gminie Kamieniec.

## Podział administracyjny
W latach 1975–1998 miejscowość należała administracyjnie do województwa poznańskiego.